# 顶喙凤仙花
顶喙凤仙花（学名：Impatiens compta）为凤仙花科凤仙花属下的一个种。

## 扩展阅读
- 維基物種上的相關：顶喙凤仙花